# Комелико-Супериоре
Комелико-Супериоре (итал. Comelico Superiore) — коммуна в Италии, располагается в провинции Беллуно области Венеция.
Население составляет 2448 человек, плотность населения составляет 26 чел./км². Занимает площадь 96 км². Почтовый индекс — 32040. Телефонный код — 0435.
В коммуне 15 августа особо празднуется Успение Пресвятой Богородицы.